# Гесинк, Роберт
Роберт Гесинк (нидерл. Robert Gesink; род. 31 мая 1986 в Варссевелде, Нидерланды) — нидерландский шоссейный велогонщик, выступающий за команду мирового тура «Jumbo-Visma».

## Карьера
Гесинк начал заниматься велоспортом в 12 лет, когда отец купил ему горный велосипед. Гесинк успешно выступал в молодёжных велошоссейных соревнованиях, в 2002 году он стал чемпионом Нидерландов в гонке с раздельным стартом в своей возрастной категории, в 2004 году выиграл аналогичную гонку среди юниоров. В 2006 году гелдерландец попал в континентальную команду «Рабобанка», а в следующем перешёл в основную. Гесинк сразу стал показывать хорошие результаты в общем зачёте многодневок, часто выигрывал их молодёжные зачёты, реже — этапы. В 2008 году он финишировал в первой десятке обеих олимпийских гонок, а также чемпионата мира. Тогда же Гесинк впервые проехал супервеломногодневку, Вуэльту, где показал великолепный для новичка 7-й результат.
Тур де Франс следующего года завершился для него сломанным запястьем на 5-м этапе. Позже в Испании нидерландец финишировал 6-м, этот же результат он показал на Тур де Франс 2010. Сезон ПроТура 2010 года закончился первой победой Гесинка в гонке этих соревнований, на Гран-при Монреаля. После окончания сезона лидер «Рабобанка» Денис Меньшов покинул команду, и её новым капитаном в Гранд Туре стал Гесинк. В 2011 году он собирался проехать как Тур, так и Вуэльту. Весной он попал в призёры Тиррено — Адриатико и Тура Страны Басков, однако на первой неделе Тур де Франс был травмирован после падения, и регулярно выпадал из пелотона в горах. В результате Гесинк не был заявлен на испанский Гранд Тур. Он хорошо выступал на канадских сентябрьских однодневках, но накануне чемпионата мира упал на тренировке и сломал бедренную кость.
В мае 2012 года Роберт выиграл королевский горный этап Тура Калифорнии, а за счёт него и общий зачёт. На Тур де Франс Rabobank заявила всех троих финишировавших в первой десятке Гранд Тура молодых нидерландцев: Гесинка, Моллему и Крёйсвейка. Однако все они провалились, Гесинк сошёл на 11-м этапе. В сентябре он финишировал 6-м на Вуэльте Испании, не претендуя на подиум.

## Достижения
2005
Чемпионат Нидерландов (юниоры)
1-й  Индивидуальная гонка
2006
1-й  Сиркуито Монтаньес
1-й Этап 6
1-й  Неделя Ломбардии
1-й Этап 3
3-й Тур де л'Авенир
3-й Вольта Алгарви
7-й Тур Фландрии U23
2007
Тур Калифорнии
1-й  Молодёжная классификация
1-й Этап 4 Тур Бельгии
2-й Тур Польши
5-й Тур Германии
1-й  Молодёжная классификация
5-й Протур Фрисланда
9-й Флеш Валонь
9-й Классика Альмерии
10-й Джиро дель Эмилия
10-й Хел ван хет Мергелланд
2008
4-й Париж — Ница
1-й  Молодёжная классификация
4-й Критериум Дофине
4-й Флеш Валонь
7-й Вуэльта Испании
9-й Джиро дель Эмилия
Олимпийские Игры
10-й Индивидуальная гонка
10-й Групповая гонка
2009
1-й Джиро дель Эмилия
3-й Амстел Голд Рейс
4-й Критериум Дофине
6-й Вуэльта Испании
6-й Джиро ди Ломбардия
7-й Тур Страны Басков
8-й Тур Калифорнии
1-й  Молодёжная классификация
2010
1-й Гран-при Монреаля
1-й Джиро дель Эмилия
3-й Гран-при Квебека
5-й Тиррено — Адриатико
1-й  Молодёжная классификация
5-й Тур Швейцарии
1-й Этап 6
4-й Тур де Франс
7-й Классика Сан-Себастьяна
8-й Тур Страны Басков
8-й Тур Средиземноморья
2011
1-й  Тур Омана
1-й  Молодёжная классификация
1-й Этапы 4 & 5
2-й Тиррено — Адриатико
1-й  Молодёжная классификация
1-й Этап 1 (КГ)
2-й Гран-при Квебека
3-й Тур Страны Басков
9-й Амстел Голд Рейс
2012
1-й  Тур Калифорнии
1-й Этап 7
4-й Тур Швейцарии
6-й Вуэльта Испании
6-й Вуэльта Бургоса
8-й Вуэльта Мурсии
2013
1-й Гран-при Квебека
3-й Трофео Трамунтана
4-й Вуэльта Мурсии
5-й Тур Альберты
6-й Вуэльта Каталонии
8-й Тур Пекина
9-й Тур Люксембурга
10-й Джиро ди Ломбардия
2014
5-й Тур Омана
6-й Тур Даун Андер
8-й Тур Польши
2015
5-й Тур Калифорнии
6-й Тур де Франс
8-й Гран-при Монреаля
9-й Тур Швейцарии
2016
1-й Этап 14 Вуэльта Испании
7-й Джиро ди Ломбардия
2017
Чемпионат Нидерландов
3-й  Индивидуальная гонка
8-й Тур Даун Андер
2018
10-й Тур Даун Андер

## Статистика выступлений

#### Многодневные гонки
| Гранд-туры         |      |      |      |      |      |      |      |      |      |      |      |
| Гонка              | 2008 | 2009 | 2010 | 2011 | 2012 | 2013 | 2014 | 2015 | 2016 | 2017 | 2018 |
| Джиро д'Италия     | —    | —    | —    | —    | —    | НФ   | —    | —    | —    | —    |      |
| Тур де Франс       | —    | НФ   | 4    | 33   | НФ   | 26   | —    | 6    | —    | НФ   |      |
| Вуэльта Испании    | 7    | 6    | —    | —    | 6    | —    | НФ   | —    | 34   | —    |      |
| Многодневки        |      |      |      |      |      |      |      |      |      |      |      |
| Гонка              | 2008 | 2009 | 2010 | 2011 | 2012 | 2013 | 2014 | 2016 | 2016 | 2017 | 2018 |
| Тур Даун Андер     | —    | —    | —    | —    | —    | —    | 6    | —    | —    | 8    | 10   |
| Париж — Ницца      | 4    | —    | —    | —    | —    | НФ   | —    | —    | —    | —    |      |
| Тирено — Адриатико | —    | 11   | 5    | 2    | —    | —    | —    | —    | —    | 19   | —    |
| Вуэльта Каталонии  | —    | —    | —    | —    | 19   | 6    | —    | —    | 26   | 29   |      |
| Тур Страны Басков  | 12   | 6    | 8    | 3    | НФ   | —    | —    | —    | 28   | —    |      |
| Критериум Дофине   | 4    | 4    | —    | 20   | —    | —    | —    | —    | —    | —    |      |
| Тур Швейцарии      | —    | —    | 5    | —    | 4    | —    | —    | 9    | НФ   | —    |      |

| —  | Не участвовал  |
| НФ | Не финишировал |

## Личная жизнь
Отец Роберта также был велогонщиком, он погиб на ветеранских маунтинбайковых соревнованиях в октябре 2010 года. В декабре 2011 года у Гесинка и его подруги родилась дочь.